# 金剛院 (さいたま市岩槻区)
金剛院（こんごういん）は、埼玉県さいたま市岩槻区末田にある真言宗豊山派の寺院。

## 歴史
創建年代は不明であるが、宥慶によって開山された。移転年（後述）から室町時代には既に存在していたものと推測される。
元々は岩槻中心部に位置し、「金剛坊」と称していたが、1462年（寛正3年）に現在地に移転し、「金剛院」に改称した。
江戸時代は、幕府より寺領10石が安堵され、「常法談林所（宗門における学校）」であった。
なお当院の仁王門は、第5代将軍徳川綱吉の生母桂昌院が寄進したものである。

## 文化財
- 金剛院仁王門の金剛力士像（さいたま市指定有形文化財 昭和56年5月12日指定）[3]

## 交通アクセス
- 路線バス大戸停留所より徒歩7分。